# Pat Parker
Pour les articles homonymes, voir Parker.
Pat Parker (née le 20 janvier 1944 et morte le 19 juin 1989 à Houston, Texas, est une poétesse afro-américaine féministe et  lesbienne,.

## Enfance
Parker grandit dans un milieu ouvrier pauvre à Third Ward, Houston, Texas, une partie africaine-américaine de la ville de Houston. Sa mère, née Marie Louise Anderson est une employée de maison, et son père  Ernest Nathaniel Cooks est un revendeur de pneus.
Quand elle a quatre ans, sa famille déménage à Sunnyside, Houston, Texas.
Elle quitte la maison à l'âge de 17 ans et déménage à Los Angeles, où elle obtient un diplôme de premier cycle et ensuite au  Los Angeles City College, puis elle obtient un diplôme de second cycle au  San Francisco State College. Elle se marie avec un auteur, Ed Bullins en 1962. Parker et Bullins se séparent après quatre ans. Elle dit plus tard qu'il était physiquement violent et qu'elle avait une peur bleue de lui. Elle se marie une seconde fois avec Robert F. Parker, un écrivain de  Berkeley (Californie), mais décide que l'idée de mariage ne fonctionne pas pour elle. Parker commence à s'identifier en tant que lesbienne à la fin des années 1960 et déclare dans une interview en 1975  avec Anita Cornwell, "après ma première relation avec une femme je savais où je me dirigeais."

## Carrière
Parker est active dans le mouvement des Black Panther. En 1979 elle part en tournée avec Varied Voices of Black Women, un groupe de poétesses et musiciennes comprenant Linda Tillery, Mary Watkins & Gwen Avery,. Elle fonde le  Black Women's Revolutionary Council en 1980, et elle contribue à la formation du Women's Press Collective, tout en étant engagée dans diverses activités de militantisme gay et lesbien.
Elle est notamment l'une des contributrices du Sinister Wisdom, un journal littéraire, théorique et artistique lesbien, créé en 1976 par Catherine Nicholson et Harriet Ellenberger (Desmoines),.
Parker travaille entre 1978-1987 comme coordinatrice médicale au  Oakland Feminist Women's Health Center.

## Poésie
Parker donne sa première lecture de poésies en 1963 à Oakland. En 1968, elle commence à lire sa poésie à des groupes de femmes dans des bibliothèques de femmes, des  Women's bookstores, des cafés, et des évènements féministes.
Judy Grahn, une de ses amies poétesses décrit la poésie de Parker comme "partie intégrante de la tradition noire de poésie radicale",.
Cheryl Clarke, une autre poétesse, la décrit comme une voix de meneuse dans le monde de la poésie lesbienne. Elle est destinée à confronter à la fois la communauté des femmes et celles des lesbiennes, avec comme le note Clarke, "la précarité d'être non blanche, non mâle, non hétérosexuelle dans une culture impérialiste raciste, misogyne, et homophobe." Clarke pense que Parker parvient à articuler "une perspective noire et lesbienne de l'amour entre des femmes et les circonstances qui empêchent notre intimité et notre libération."
Pat Parker et Audre Lorde se rencontrent en 1969 et continuent d'échanger jusqu'à la mort de Parker en 1989. Leur collaboration en inspirent nombre d'autres, comme la chanteuse de blues et R&B féministe et lesbienne Nedra Johnson, dont la chanson Where Will You Be?"  devient comme une sorte d'hymne féministe aux États-Unis.

## Homicide involontaire
La sœur aînée de Parker est assassinée par son mari, et le poème autobiographique de 1978 Womanslaughter (1978) se base sur cet évènement.
Dans le poème, Parker note que :
Her things were his
including her life.
(Ses choses étaient siennes
Sa vie aussi)
Le meurtrier est condamné pour homicide involontaire et non pour meurtre car:
Men cannot kill their wives.
They passion them to death.
(Les hommes ne peuvent tuer leur femme
Ils les passionnent à mort)
Il passe un an en prison dans un programme de sortie de prison par le travail. Parker en appelle au Tribunal international des crimes contre les femmes (Tribunal international des crimes contre les femmes) en 1976 à Bruxelles, promettant:
I will come to my sisters
not dutiful,
I will come strong.
(Je viendrai à mes sœurs
Point servile
Je viendrai forte)

## Décès
Parker meurt en 1989 d'un cancer du sein à l'âge de 45 ans.  La communauté nationale féministe et lesbienne porte le deuil, et de nombreux lieux ont été nommés d'après elle, comme le Pat Parker Place, un centre communautaire à Chicago. Elle laisse derrière elle partenaire de vie et deux filles, ainsi que de nombreuses personnes admiratrices de son travail de militante et de sa poésie.

## Hommages
- The Pat Parker/Vito Russo Center Library in New York City is named in honor of Parker and fellow writer, Vito Russo.
- The Pat Parker Poetry Award is awarded each year for a free verse narrative poem or dramatic monologue by a black lesbian poet.

## Œuvre
Where Will You Be?

### Publications
- Child of Myself (1972) The Women's Press Collective
- Pit Stop (1973) The Women's Press Collective
- Womanslaughter (1978) Diana Press
- Movement in Black (1978) Crossing Press
- Jonestown & Other Madness (1989) Firebrand Books
- Movement in Black: The Collected Poetry of Pat Parker, 1961–1978 (includes work from Child of Myself and Pit Stop), foreword by Audre Lorde, introduction by Judy Grahn, Diana Press (Oakland, California), 1978, expanded edition, introduction by Cheryl Clarke, Firebrand Books (Ithaca, New York), 1999.
- Also contributor to
  - Plexus
  - Amazon Poetry
  - I Never Told Anyone
  - Home Girls
  - This Bridge Called My Back: Writings by Radical Women of Color, edited by Cherríe Moraga and Gloria Anzaldúa, Women of Color Press, 1981
  - other anthologies, magazines, and newspapers.

### Non-fiction
- Unleashing Feminism: Critiquing Lesbian Sadomasochism in the Gay Nineties (1993) (with Anna Livia Julian Brawn and Kathy Miriam)

### Selection d'anthologies
- Where Would I Be Without You? The Poetry of Pat Parker and Judy Grahn 1976 Sound Recording  Olivia Records
- Lesbian Concentrate Sound Recording  1977 Olivia Records
- Revolution: It's Not Neat or Pretty or Quick This Bridge Called My Back Cherríe Moraga and Gloria Anzaldúa, eds. Watertown, Massachusetts: Persephone Press, 1981.

## Sources
- McEwen, Christian, editor, Naming the Waves: Contemporary Lesbian Poetry, Virago (New York City), 1988.
- Moraga, Cherríe, and Gloria Anzaldúa, This Bridge Called My Back: Writings by Radical Women of Color, Women of Color Press, 1981.
- Parker, Pat, Jonestown and Other Madness, Firebrand Books, 1985.
- Parker, Pat, Movement in Black: The Collected Poetry of Pat Parker, 1961–1978, foreword by Audre Lorde, introduction by Judy Grahn, Diana Press (Oakland, California), 1978, expanded edition, introduction by Cheryl Clarke, Firebrand Books (Ithaca, New York), 1999.
- Booklist, March 15, 1999, p. 1279.
- Callaloo, winter, 1986, pp. 259–62.
- Colby Library Quarterly (Waterville, ME), March, 1982, pp. 9–25.
- Conditions: Six, 1980, p. 217.
- Feminist Review, spring 1990, pp. 4–7.
- Library Journal, July, 1985, p. 77.
- Margins, Vol. 23, 1987, pp. 60–61.
- Women's Review of Books, April, 1986, pp. 17–19.
- Blain, Virginia, Patricia Clements, and Isobel Grundy. The Feminist Companion to Literature in English: Women Writers from the Middle Ages to the Present. New Haven, Connecticut: Yale University Press, 1990: 833.
- Oktenberg, Adrian. In Women's Review of Books (Wellesley, Massachusetts), April 1986: 17-19.
- Ridinger, Robert B. Marks. "Pat Parker", in Gay & Lesbian Literature. Detroit, Michigan: St. James Press, 1994: 289-290.